# Mistrovství světa v ledním hokeji 1970
37. mistrovství světa  a 48. mistrovství Evropy v ledním hokeji probíhalo ve dnech 14. – 30. března 1970 ve Stockholmu ve Švédsku.
Turnaje se zúčastnilo 21 mužstev, rozdělených do tří výkonnostních skupin. V A-skupině se hrálo dvojkolově v ostatních skupinách jednokolově.

## Výsledky a tabulky
| 37. | Mistrovství světa | URS  | SWE  | TCH  | FIN  | GDR   | POL   | V | R | P | Skóre | B  |
| 1.  | SSSR              | ***  | 2:4* | 3:1* | 2:1* | 12:1* | 7:0*  | 9 | 0 | 1 | 68:11 | 18 |
| 2.  | Švédsko           | 1:3  | ***  | 5:4* | 1:3* | 6:1*  | 11:0* | 7 | 1 | 2 | 45:21 | 15 |
| 3.  | ČSSR              | 1:5  | 2:2  | ***  | 9:1* | 4:1*  | 6:3*  | 5 | 1 | 4 | 47:30 | 11 |
| 4.  | Finsko            | 1:16 | 3:4  | 5:3  | ***  | 1:0*  | 9:1*  | 5 | 0 | 5 | 31:40 | 10 |
| 5.  | NDR               | 1:7  | 2:6  | 3:7  | 4:3  | ***   | 2:2*  | 2 | 1 | 7 | 20:50 | 5  |
| 6.  | Polsko            | 0:11 | 1:5  | 2:10 | 0:4  | 2:5   | ***   | 0 | 1 | 9 | 11:70 | 1  |

| 48. | Mistrovství Evropy |
| 1.  | SSSR               |
| 2.  | Švédsko            |
| 3.  | ČSSR               |
| 4.  | Finsko             |
| 5.  | NDR                |
| 6.  | Polsko             |

- s hvězdičkou = 1. kolo.
- Titul mistra Evropy do 1970 získalo evr. mužstvo, které se umístilo nejlépe v konečné tabulce MS.

 SSSR –  Finsko 2:1 (0:0, 0:0, 2:1)
14. března 1970 (12:00) – Stockholm (Johanneshovs Isstadion)

Branky SSSR: 44:11 Alexandr Malcev, 48:02 Vladimir Petro.

Branky Finska: 51:28 Pekka Leimu.

Rozhodčí: Hans Dämmrich (GDR), Jan Wycisk (POL)

Vyloučení: 3:2

Využití přesilovek: 1:0
SSSR: Konovalenko - Ragulin, Romiševskij, Paladjev, Lutčenko, Nikitin, Davydov - Vikulov, Polupanov, Firsov - Michajlov, Petrov, Charlamov – Malcev, Staršinov, Mišakov.
Finsko: Valtonen - Lindström, Koskela, Marjamäki, Partinen, Rantasila, Riihiranta – Leimu, Jorma Peltonen, Oksanen – Vehmanen, Ketola, Keinonen – Kolkka, Murto, Linnonmaa.
 Švédsko –  NDR 6:1 (1:0, 2:1, 3:0)
14. března 1970 (16:00) – Stockholm (Johanneshovs Isstadion)

Branky Švédska: 8:03 Lars-Erik Sjöberg, 22:43 Lennart Svedberg, 22:53 Stig-Göran Johansson, 40:14 Stefan Karlsson, 46:59 Håkan Wickberg, 58:17 Stig-Göran Johansson.

Branky NDR: 35:27 Rolf Bielas.

Rozhodčí: Rudolf Baťa (TCH), Zdeněk Kořínek (TCH)

Vyloučení: 1:1

Využití přesilovek: 0:0
Švédsko: Holmqvist (41:00 Bäckman) - Carlsson, Svedberg, Sjöberg, Abrahamsson, Nils Johansson, Milton - Karlsson, Lundström, Wickberg – Stig-Göran Johansson, Sterner, Nilsson – Hedberg, Palmqvist, Nordin.
NDR: Hirche (41:00 Pürschel) – Plotka, Slapke, Braun, Karrenbauer, Peters – Karger, Fuchs, Hiller – Nickel, Ziesche, Rohrbach – Novy, Prusa, Noack - Bielas.
 Československo –  Polsko	6:3 (2:1, 3:1, 1:1)
14. března 1970 (19:30) – Stockholm (Johanneshovs Isstadion)

Branky a nahrávky Československa: 3:38 Oldřich Machač (František Pospíšil), 5:02 Vladimír Martinec, 21:02 Jan Suchý (Jan Hrabtý), 21:19 Július Haas (Václav Nedomanský), 29:49 Jiří Kochta (Václav Nedomanský), 47:30 Václav Nedomanský (Jiří Kochta).

Branky a nahrávky Polska: 17:40 Ludwik Czachowski (Feliks Góralczyk), 21:28 Robert Góralczyk (Tadeusz Obłój), 59:28 Tadeusz Kacik (Józef Stefaniak).

Rozhodčí: Ove Dahlberg (SWE), Finar Boström (SWE)

Vyloučení: 4:3

Využití přesilovek: 1:1
ČSSR: Vladimír Dzurilla – Jan Suchý, Vladimír Bednář, Josef Horešovský, Ľubomír Ujváry, Oldřich Machač, František Pospíšil – Hrabtý, Jaroslav Holík, Jiří Holík – Jiří Kochta, Václav Nedomanský, Július Haas – Vladimír Martinec, Richard Farda, Josef Černý.
Polsko: Walery Kosyl (21:20 Andrzej Tkacz) – Robert Góralczyk, Ludwik Czachowski, Marian Feter, Stanislaw Szewczyk, Andrzej Słowakiewicz, Stanisław Fryźlewicz – Walenty Ziętara, Józef Stefaniak, Tadeusz Kacik – Tadeusz Obłój, Tadeusz Malicki, Feliks Góralczyk – Bogdan Migacz, Marian Kajzerek, Czeslaw Ruchala.
 SSSR –  NDR 12:1 (3:0, 3:1, 6:0)
15. března 1970 (12:00) – Stockholm (Johanneshovs Isstadion)

Branky SSSR: 1:06 Jevgenij Mišakov, 6:20 Vladimir Vikulov, 13:18 Alexandr Malcev, 21:55 Alexandr Malcev, 28:00 Jevgenij Mišakov, 37:15 Vjačeslav Staršinov, 42:22 Jevgenij Mišakov, 46:37 Anatolij Firsov, 47:01 Valerij Charlamov, 51:44 Vladimir Petrov, 52:37 Alexandr Malcev, 55:45 Alexandr Malcev.

Branky NDR: 35:06 Joachim Ziesche.

Rozhodčí: Olle Viking (SWE), Jan Wycisk (POL)

Vyloučení: 1:1

Využití přesilovek: 1:0
SSSR: Treťjak – Ragulin, Romiševskij, Paladjev, Lutčenko, Vasiljev, Davydov – Vikulov, Mišakov, Firsov - Michajlov, Petrov, Charlamov – Malcev, Staršinov, Nikitin.
NDR: Pürschel - Braun, Karrenbauer, Dewitz, Slapke, Röhl, Karger – Fuchs, Hiller, Noack – Bielas, Patschinski, Nickel – Ziesche, Rohrbach, Novy.
 Finsko –  Polsko 9:1 (2:1, 1:0, 6:0)
15. března 1970 (16:00) – Stockholm (Johanneshovs Isstadion)

Branky Finska: 1:46 Pekka Leimu, 19:17 Matti Murto, 39:12 Pekka Leimu, 41:41 Jorma Peltonen, 43:06 Jorma Vehmanen, 50:19 Pekka Leimu, 56:41 Veli-Pekka Ketola, 58:33 Lauri Mononen, 59:37 Matti Murto.

Branky Polska: 12:11 Feliks Góralczyk.

Rozhodčí: Anatolij Seglin (URS), Ove Dahlberg (SWE)

Vyloučení: 1:6

Využití přesilovek: 2:0
Finsko: Ylönen – Lindström, Koskela, Rantasila, Riihiranta, Marjamäki, Partinen – Leimu, Jorma Peltonen, Oksanen – Vehmanen, Ketola, Keinonen - Mononen, Murto, Esa Peltonen.
Polsko: Tkacz – Fryźlewicz, Słowakiewicz, Robert Góralczyk, Czachowski, Szewczyk – Ziętara, Stefaniak, Kacik – Obłój, Komorski, Feliks Góralczyk – Malicki, Kajzerek, Ruchala - Migacz.
 Československo –  Švédsko	4:5 (2:2, 1:1, 1:2)
15. března 1970 (19:30) – Stockholm (Johanneshovs Isstadion)

Branky a nahrávky Československa: 8:29 Oldřich Machač (Josef Černý), 17:45 Jan Suchý, 29:36 Jan Suchý (Jan Hrbatý), 59:59 Jiří Kochta.

Branky a nahrávky Švédska: 3:01 Nils Johansson (Björn Palmqvist), 5:09 Thommy Abrahamsson (Ulf Sterner), 20:47 Lars-Göran Nilsson, 46:43 Stig-Göran Johansson (Lars-Göran Nilsson), 53:23 Anders Hedberg (Anders Nordin).

Rozhodčí: Sakari Sillankorva (FIN), Jurij Karandin (URS)

Vyloučení: 3:0

Využití přesilovek: 0:0
ČSSR: Vladimír Dzurilla – Jan Suchý, Josef Horešovský, Oldřich Machač, František Pospíšil, Vladimír Bednář – Václav Nedomanský, Jaroslav Holík, Jiří Holík – Vladimír Martinec, Richard Farda, Josef Černý – Jan Hrbatý, Jiří Kochta, Ivan Hlinka.
Švédsko: Gunnar Bäckman – Arne Carlsson, Lennart Svedberg, Nils Johansson, Kjell-Rune Milton, Lars-Erik Sjöberg, Thommy Abrahamsson – Stefan Karlsson, Håkan Wickberg, Tord Lundström – Stig-Göran Johansson, Ulf Sterner, Lars-Göran Nilsson – Anders Hedberg, Björn Palmqvist, Anders Nordin.
 SSSR –  Polsko 7:0 (2:0, 5:0, 0:0)
17. března 1970 (12:00) – Stockholm (Johanneshovs Isstadion)

Branky SSSR: 6:25 Anatolij Firsov, 9:24 Vladimir Vikulov, 21:08 Alexandr Malcev, 29:09 Alexandr Malcev, 32:49 Michajlov, 35:18 Vladimir Vikulov, 39:18 Vladimir Vikulov.

Rozhodčí: Ove Dahlberg (SWE), Olle Viking (SWE)

Vyloučení: 4:4

Využití přesilovek: 2:0
SSSR: Konovalenko (41:00 Treťjak) – Ragulin, Romiševskij, Paladjev, Lutčenko, Vasiljev, Davydov - Vikulov, Mišakov, Firsov - Michajlov, Petrov, Polupanov - Malcev, Staršinov, Nikitin.
Polsko: Kosyl - Fryźlewicz, Słowakiewicz, Szewczyk, Czachowski, Feter - Ziętara, Stefaniak, Kacik - Obłój, Komorski, Feliks Góralczyk - Malicki, Kajzerek, Białynicki-Birula - Migacz.
 Československo –  NDR	4:1 (2:0, 0:0, 2:1)
17. března 1970 (16:00) – Stockholm (Johanneshovs Isstadion)

Branky a nahrávky Československa: 6:58 Václav Nedomanský (František Pospíšil), 10:31 Július Haas (Oldřich Machač), 56:31 Július Haas (Stanislav Prýl), 58:43 Jan Suchý (Stanislav Prýl).

Branky a nahrávky NDR: 40:57 Bernd Karrenbauer.

Rozhodčí: Sakari Sillankorva (FIN), Finar Boström (SWE)

Vyloučení: 7:6 + Václav Nedomanský a Jan Suchý na 5 minut.

Využití přesilovek: 1:1
ČSSR: Vladimír Dzurilla – Jan Suchý, Josef Horešovský, Oldřich Machač, František Pospíšil, Vladimír Bednář – Jan Hrbatý, Jaroslav Holík, Jiří Holík – Július Haas, Václav Nedomanský, Stanislav Prýl – František Ševčík, Jiří Kochta, Ivan Hlinka - Richard Farda.
NDR: Claus Hirsche – Dietmar Peters, Dieter Dewitz, Helmut Novy, Peter Slapke, Frank Braun, Bernd Karrenbauer – Hartmut Nickel, Joachim Ziesche, Rainer Patschinski –Rüdiger Noack, Peter Prusa, Rolf Bielas – Dieter Röhl, Lothar Fuchs, Bernd Hiller.
 Švédsko –  Finsko 1:3 (0:2, 1:1, 0:0)
17. března 1970 (19:30) – Stockholm (Johanneshovs Isstadion)

Branky Švédska: 32:49 Stefan Karlsson.

Branky Finska: 10:50 Harri Linnonmaa, 14:18 Juha Rantasila, 21:41 Matti Keinonen>

Rozhodčí: Rudolf Baťa (TCH), Zdeněk Kořínek (TCH)

Vyloučení: 5:4 + Lars-Göran Nilsson (SWE) na 5 a 10 minut a Matti Keinonen (FIN) na 5 minut.

Využití přesilovek: 0:1
Švédsko: Bäckman – Carlsson, Svedberg, Abrahamsson, Sjöberg, Nils Johansson, Milton – Wickberg, Lundström, Karlsson – Stig-Göran Johansson, Sterner, Nilsson – Lindberg, Hedberg, Palmqvist.
Finsko: Ylönen – Lindström, Koskela, Rautasila, Riihiranta – Oksanen, Esa Peltonen, Leimu – Keinonen, Ketola, Vehmanen – Linnonmaa, Murto, Tamminen.
 Československo –  SSSR	1:3 (0:1, 1:0, 0:2)
18. března 1970 (19:30) – Stockholm (Johanneshovs Isstadion)

Branky a nahrávky Československa: 37:27 Jiří Kochta (František Ševčík).

Branky a nahrávky SSSR: 5:19 Alexandr Malcev (Valerij Nikitin), 47:13 Vladimir Vikulov (Alexandr Malcev), 49:44 Valerij Nikitin (Alexandr Malcev).

Rozhodčí: Ove Dahlberg (SWE), Sakari Sillankorva (FIN)

Vyloučení: 6:8

Využití přesilovek: 1:2
ČSSR: Vladimír Dzurilla – Jan Suchý, Josef Horešovský, Oldřich Machač, František Pospíšil, Vladimír Bednář – Jan Hrbatý, Jaroslav Holík, Jiří Holík – Stanislav Prýl, Václav Nedomanský, Július Haas – František Ševčík, Jiří Kochta, Richard Farda.
SSSR: Viktor Konovalenko – Alexandr Ragulin, Igor Romiševskij, Jevgenij Paladjev, Vladimir Lutčenko, Valerij Vasiljev, Vitalij Davydov – Vladimir Vikulov, Viktor Polupanov, Jevgenij Mišakov – Boris Michajlov, Vladimir Petrov, Valerij Charlamov – Alexandr Malcev, Vjačeslav Staršinov, Valerij Nikitin.
 Finsko –  NDR 1:0 (1:0, 0:0, 0:0)
19. března 1970 (16:00) – Stockholm (Johanneshovs Isstadion)

Branky Finska: 16:33 Jorma Peltonen.

Rozhodčí: Jurij Karandin (URS), Anatolij Seglin (URS)

Vyloučení: 4:4

Využití přesilovek: 0:0
Finsko: Valtonen – Lindström, Koskela, Rantasila, Riihiranta – Oksanen, Leitonen, Leimu – Keinonen, Ketola, Vehmanen – Linnonmaa, Murto, Taminen.
NDR: Pürschel – Braun, Peters, Plotka, Slapke – Novy, Prusa, Bielas – Hiller, Fuchs, Karger – Nickel, Ziesche, Röhrbach.
 Švédsko –  Polsko 11:0 (4:0, 2:0, 5:0)
19. března 1970 (19:30) – Stockholm (Johanneshovs Isstadion)

Branky Švédska: 6:18 Thommy Abrahamsson, 10:17 Björn Palmqvist, 11:05 Hans Lindberg, 14:30 Hans Lindberg, 35:00 Tord Lundström, 37:26 Hans Lindberg, 40:56 Ulf Sterner, 41:26 Björn Palmqvist, 53:58 Lars-Göran Nilsson, 55:25 Stefan Karlsson, 59:18 Tord Lundström.

Rozhodčí: Zdeněk Kořínek (TCH), Hans Dämmrich (GDR)

Vyloučení: 2:1

Využití přesilovek: 0:0
Polsko: Tkacz - Fryźlewicz, Słowakiewicz, Robert Góralczykk, Czachowski, Feter, Szewczyk - Ziętara, Stefaniak, Kacik - Obłój, Komorski, Ruchala - Jaskierski, Kajzerek, Białynicki-Birula.
Švédsko: Holmqvist - Carlsson, Svedberg, Sjöberg, Abrahamsson, Nils Johansson, Milton - Karlsson, Lundström, Wickberg - Stig-Göran Johansson, Sterner, Nilsson - Lindberg, Palmqvist, Hedberg.
 Československo –  Finsko 	9:1 (1:0, 5:1, 3:0)
20. března 1970 (16:00) – Stockholm (Johanneshovs Isstadion)

Branky a nahrávky Československa: 6:59 František Ševčík (Richard Farda), 26:37 Václav Nedomanský (Oldřich Machač), 29:22 Jan Suchý (Jiří Holík), 37:31 Jaroslav Holík (Václav Nedomanský), 37:55 Václav Nedomanský (Jan Suchý), 39:33 Václav Nedomanský (Jan Suchý), 41:25 Jan Suchý (Václav Nedomanský), 44:13 Jan Suchý (Jaroslav Holík), 54:55 Július Haas (Jan Suchý).

Branky a nahrávky Finska: 23:50 Matti Keinonen (Veli-Pekka Ketola).

Rozhodčí: Ove Dahlberg (SWE), Jurij Karandin (URS)

Vyloučení: 4:2 + Veli-Pekka Ketola (FIN) na 5 a 10 minut.

Využití přesilovek: 4:0
ČSSR: Vladimír Dzurilla – Jan Suchý, Josef Horešovský, Oldřich Machač, František Pospíšil, Vladimír Bednář – Jan Hrbatý, Jaroslav Holík, Jiří Holík – Stanislav Prýl, Václav Nedomanský, Július Haas – František Ševčík, Jiří Kochta, Richard Farda - Vladimír Martinec.
Finsko: Urpo Ylönen - Seppo Lindström, Ilpo Koskela, Juha Rantasila, Hekki Riihiranta, Pekka Marjamäki – Lasse Oksanen, Jorma Peltonen, Pekka Leimu – Matti Keinonen, Veli-Pekka Ketola, Jorma Vehmanen – Harri Linnonmaa, Matti Murto, Lauri Mononen – Väinö Kolkka.
 Švédsko –  SSSR 4:2 (1:1, 2:0, 1:1)
20. března 1970 (19:30) – Stockholm (Johanneshovs Isstadion)

Branky Švédska: 19:02 Björn Palmqvist, 22:02 Arne Carlsson, 39:12 Lars-Göran Nilsson, 42:36 Tord Lundström.

Branky SSSR: 12:26 Vjačeslav Staršinov, 41:30 Valerij Charlamov.

Rozhodčí: Jan Wycisk (POL), Sakari Sillankorva (FIN)

Vyloučení: 4:4

Využití přesilovek: 1:0
Švédsko: Holmqvist – Carlsson, Svedberg, Abrahamsson, Sjöberg, Nils Johansson, Milton – Wickberg, Lundström, Karlsson – Stig-Göran Johansson, Sterner, Palmqvist – Lindberg, Hedberg.
SSSR: Konovalenko – Ragulin, Romiševskj, Paladjev, Lutčenko, Vasiljev, Davydov – Vikulov, Mišakov, Firsov – Michajlov, Petrov, Charlamov – Malcev, Staršinov, Nikitin.
 NDR –  Polsko 2:2 (1:0, 1:1, 0:1)
21. března 1970 (16:00) – Stockholm (Johanneshovs Isstadion)

Branky NDR: 6:01 Rüdiger Noack, 36:12 Helmut Novy.

Branky Polska: 37:22 Bogdan Migacz, 42:32 Krzysztof Birula-Białynicki.

Rozhodčí: Rudolf Baťa (TCH), Anatolij Seglin (URS)

Vyloučení: 3:6 + Andrzej Słowakiewicz (POL) na 5 minut.

Využití přesilovek: 0:0
NDR: Pürschel - Peters, Braun, Plotka, Slapke, Karrenbauer - Röhl, Fuchs, Hiller - Novy, Prusa, Noack - Patschinski, Ziesche, Rohrbach - Nickel.
Polsko: Kosyl - Fryźlewicz, Słowakiewicz, Robert Góralczyk, Czachowski, Szewczyk - Ziętara, Stefaniak, Kacik - Obłój, Komorski, Feliks Góralczyk - Kajzerek, Migacz, Białynicki-Birula - Jaskierski.
 Československo –  Polsko	10:2 (5:0, 2:2, 3:0)
22. března 1970 (12:00) – Stockholm (Johanneshovs Isstadion)

Branky a nahrávky Československa: 3:47 Jiří Holík, 5:37 Václav Nedomanský (Jan Suchý), 9:14 Július Haas (Václav Nedomanský), 12:48 František Ševčík (František Pospíšil), 17:07 František Pospíšil (Richard Farda), 25:08 Vladimír Martinec (Václav Nedomanský), 33:51 Vladimír Martinec (Oldřich Machač), 57:02 Jan Suchý (Václav Nedomanský), 57:26 Jaroslav Holík (Jan Suchý), 58:35 Jiří Holík (Jiří Kochta).

Branky a nahrávky Polska: 27:06 Krzysztof Birula-Białynicki (Bogdan Migacz), 38:00 Krzysztof Birula-Białynicki.

Rozhodčí: Finar Boström (SWE), Sakari Sillankorva (FIN)

Vyloučení: 2:4

Využití přesilovek: 1:0
ČSSR: Vladimír Dzurilla (21. Miroslav Lacký) – Jan Suchý, Josef Horešovský, Oldřich Machač, František Pospíšil, Vladimír Bednář – Jan Hrbatý, Jaroslav Holík, Jiří Holík – Stanislav Prýl (21. Vladimír Martinec), Václav Nedomanský, Július Haas – František Ševčík, Jiří Kochta, Richard Farda.
Polsko: Walery Kosyl (13. Andrzej Tkacz) – Andrzej Słowakiewicz, Stanisław Fryźlewicz, Ludwik Czachowski, Feliks Góralczyk, Marian Feter, Stanislaw Szewczyk – Bogdan Migacz, Mieczysław Jaskierski, Krzysztof Birula-Białynicki – Walenty Ziętara, Józef Stefaniak, Tadeusz Obłój – Tadeusz Malicki, Marian Kajzerek, Czeslaw Ruchala.
 Švédsko -  NDR 6:2 (1:1, 3:1, 2:0)
22. března 1970 (16:00) – Stockholm (Johanneshovs Isstadion)

Branky Švédska: 17:15 Hans Lindberg, 29:33 Stefan Karlsson, 35:00 Lars-Göran Nilsson, 37:29 Lars-Göran Nilsson, 40:35 Tord Lundström, 41:52 Anders Hedberg.

Branky NDR: 16:16 Dietmar Peters, 30:59 Wolfgang Plotka.

Rozhodčí: Jurij Karandin (URS), Zdeněk Kořínek (TCH)

Vyloučení: 0:2 (0:0)
NDR: Hirche - Peters, Braun, Plotka, Slapke, Karrenbauer, Dewitz - Novy, Prusa, Bielas - Karger, Fuchs, Hiller - Patschinski, Ziesche, Nickel.
Švédsko: Holmqvist - Carlsson, Svedberg, Sjöberg, Abrahamsson, Nils Johansson, Milton - Karlsson, Lundström, Wickberg - Stig-Göran Johansson, Sterner, Palmqvist - Lindberg, Hedberg, Nilsson.
 SSSR –  Finsko 16:1 (5:0, 8:0, 3:1)
22. března 1970 (19:30) – Stockholm (Johanneshovs Isstadion)

Branky SSSR: 2:01 Alexandr Malcev, 8:36 Alexandr Jakušev, 9:15 Vladimir Vikulov, 10:25 Boris Michajlov, 13:21 Valerij Charlamov, 20:43 Vladimir Petrov, 5:22 Anatolij Firsov, 26:27 Anatolij Firsov, 27:28 Alexandr Jakušev, 28:56 Vjačeslav Staršinov, 30:27 Boris Michajlov, 37:02 Boris Michajlov, 39:43 Viktor Polupanov, 44:47 Valerij Charlamov, 54:47 Alexandr Malcev, 57:33 Valerij Charlamov.

Branky Finska: 43:45 Matti Keinonen.

Rozhodčí: Jan Wycisk (POL), Hans Dämmrich (GDR)

Vyloučení: 4:5

Využití přesilovek: 4:0
SSSR: Konovalenko – Ragulin, Romiševskj, Paladjev, Lutčenko, Nikitin, Davydov – Vikulov, Polupanov, Firsov – Michajlov, Petrov, Charlamov – Malcev, Staršinov, Jakušev.
Finsko: Valtonen - Lindström, Koskela, Rantasila, Marjamäki, Riihiranta – Oksanen, Jorma Peltonen, Mononen – Keinonen, Ketola, Vehmanen – Linnonmaa, Murto, Kolkka.
 Finsko –  Polsko 4:0 (1:0, 2:0, 1:0)
24. března 1970 (12:00) – Stockholm (Johanneshovs Isstadion)

Branky Finska: 8:32 Lasse Oksanen, 30:17 Veli-Pekka Ketola, 31:37 Matti Murto, 53:45 Matti Murto.

Rozhodčí: Zdeněk Kořínek (TCH), Olle Viking (SWE)

Vyloučení: 8:9

Využití přesilovek: 1:0
Finsko: Ylönen - Lindström, Koskela, Rantasila, Riihiranta, Partinen - Leimu, Jorma Peltonen, Oksanen - Vehmanen, Ketola, Keinonen - Tamminen, Murto, Esa Peltonen - Mononen.
Polsko: Kosyl - Fryźlewicz, Słowakiewicz, Robert Góralczyk, Czachowski, Feter - Ziętara, Stefaniak, Kacik - Obłój, Komorski, Feliks Góralczyk - Jaskierski, Migacz, Białynicki-Birula - Kajzerek.
 SSSR –  NDR 7:1 (4:0, 0:1, 3:0)
24. března 1970 (16:00) – Stockholm (Johanneshovs Isstadion)

Branky SSSR: 11:18 Jevgenij Mišakov, 16:31 Anatolij Firsov, 18:16 Alexandr Jakušev, 18:36 Jevgenij Mišakov, 43:06 Valerij Charlamov, 55:25 Boris Michajlov, 55:54 Vjačeslav Staršinov

Branky NDR: 28:03 Peter Slapke.

Rozhodčí: Baťa (TCH), Boström (SWE)

Vyloučení: 2:1

Využití přesilovek: 0:1
SSSR: Konovalenko (41:00 Treťjak) – Ragulin, Romiševskij, Paladjev, Lutčenko, Vasiljev, Davydov - Michajlov, Petrov, Charlamov - Vikulov, Mišakov, Firsov - Malcev, Staršinov, Jakušev.
NDR: Hirche - Braun, Karrenbauer, Plotka, Slapke, Dewitz - Patschinski, Ziesche, Nickel - Noack, Prusa, Bielas - Röhl, Fuchs, Hiller - Novy.
 Československo –  Švédsko 	2:2 (0:1, 1:0, 1:1)
24. března 1970 (19:30) – Stockholm (Johanneshovs Isstadion)

Branky a nahrávky Československa: 32:09 Stanislav Prýl (Jan Suchý), 57:30 Jan Hrbatý (Jaroslav Holík).

Branky a nahrávky Švédska: 13:53 Björn Palmqvist (Stig-Göran Johansson), 55:21 Stig-Göran Johansson (Ulf Sterner).

Rozhodčí: Jurij Karandin (URS), Jan Wycisk (POL)

Vyloučení: 1:1 + Vladimír Dzurilla, Josef Horešovský (TCH) – Björn Palmqvist, Ulf Sterner (SWE) na 5 min.

Využití přesilovek: 0:0
ČSSR: Vladimír Dzurilla – Jan Suchý, Josef Horešovský, Oldřich Machač, František Pospíšil, Vladimír Bednář – Jan Hrbatý, Jaroslav Holík, Jiří Holík – Stanislav Prýl, Václav Nedomanský, Július Haas – František Ševčík, Jiří Kochta, Richard Farda.
Švédsko: Leif Holmqvist – Arne Carlsson, Lennart Svedberg, Nils Johansson, Kjell-Rune Milton, Lars-Erik Sjöberg, Thommy Abrahamsson – Stefan Karlsson, Håkan Wickberg, Tord Lundström – Stig-Göran Johansson, Ulf Sterner, Björn Palmqvist – Hans Lindberg, Anders Hedberg, Lars-Göran Nilsson.
 SSSR –  Polsko 11:0 (3:0, 6:0, 2:0)
25. března 1970 (16:00) – Stockholm (Johanneshovs Isstadion)

Branky SSSR: 4:36 Vladimir Šadrin, 7:45 Boris Michajlov, 18:43 Alexandr Malcev, 24:55 Valerij Charlamov, 25:12 Alexandr Malcev, 26:55 Jevgenij Mišakov, 31:23 Viktor Polupanov, 33:25 Boris Michajlov, 35:16 Alexandr Malcev, 47:47 Vladimir Vikulov, 57:14 Vladimir Vikulov.

Rozhodčí: Zdeněk Kořínek (TCH), Hans Dämrich (GDR)

Vyloučení: 0:0
SSSR: Treťjak - Ragulin, Vasiljev, Paladjev, Lutčenko, Nikitin, Davydov - Vikulov, Polupanov, Mišakov - Michajlov, Petrov, Charlamov - Malcev, Šadrin, Jakušev.
Polsko: Kosyl - Fryźlewicz, Słowakiewicz, Robert Góralczyk, Czachowski, Feter, Szewczyk - Ziętara, Stefaniak, Kacik - Obłój, Komorski, Feliks Góralczyk - Migacz, Jaskierski, Białynicki-Birula.
 Československo –  NDR 7:3 (3:0, 1:1, 3:2)
25. března 1970 (19:30) – Stockholm (Johanneshovs Isstadion)

Branky a nahrávky Československa: 2:52 František Ševčík (Vladimír Bednář), 5:52 Václav Nedomanský, 7:57 František Pospíšil (Jiří Holík), 22:56 Jiří Holík (Jaroslav Holík), 42:57 Václav Nedomanský (Július Haas), 45:42 Jiří Holík (Josef Horešovský), 47:00 Václav Nedomanský (Július Haas).

Branky a nahrávky NDR: 37:42 Joachim Ziesche (Rainer Patschinski), 47:51 Rolf Bielas (Rainer Patschinski), 55:01 Lothar Fuchs (Helmut Novy).

Rozhodčí: Olle Viking (SWE), Fine Boström (SWE)

Vyloučení: 5:4

Využití přesilovek: 1:0

Branky v oslabení: 1:0
ČSSR: Vladimír Dzurilla – Jan Suchý, Josef Horešovský, Oldřich Machač, František Pospíšil, Vladimír Bednář – Jan Hrbatý, Jaroslav Holík, Jiří Holík – Vladimír Martinec, Václav Nedomanský, Július Haas – František Ševčík, Jiří Kochta, Richard Farda (41. Ivan Hlinka).
NDR: Dieter Pürschel (8. Claus Hirsche) – Dietmar Peters, Wolfgang Plotka, Bernd Karrenbauer, Frank Braun, Peter Slapke, Helmut Novy – Hartmut Nickel, Joachim Ziesche, Rainer Patschinski – Rüdiger Noack, Peter Prusa, Rolf Bielas – Bernd Hiller, Lothar Fuchs, Reinhard Karger.	
 Švédsko –  Finsko 4:3 (1:0, 0:2, 3:1)
26. března 1970 (19:30) – Stockholm (Johanneshovs Isstadion)

Branky Švédska: 5:10 Stefan Karlsson, 47:00 Håkan Wickberg, 50:37 Stefan Karlsson, 52:04 Stig-Göran Johansson.

Branky Finska: 35:08 Harri Linnonmaa, 36:10 Pekka Leimu, 45:49 Lauri Mononen.

Rozhodčí: Jan Wycisk (POL), Jurij Karandin (URS)

Vyloučení: 2:4

Využití přesilovek: 1:0
Švédsko: Holmqvist - Carlsson, Svedberg, Sjöberg, Abrahamsson, Nils Johansson, Milton - Karlsson, Lundström, Wickberg - Stig-Göran Johansson, Sterner, Nordin - Lindberg, Hedberg, Nilsson.
Finsko: Ylönen - Lindström, Koskela, Rantasila, Marjamäki, Partinen - Leimu, Jorma Peltonen, Oksanen - Vehmanen, Ketola, Keinonen - Tamminen, Murto, Linnonmaa - Mononen.
 Československo –  SSSR 1:5 (0:2, 0:2, 1:1)
27. března 1970 (17:00) – Stockholm (Johanneshovs Isstadion)

Branky a nahrávky Československa: 45:46 Jan Hrbatý (Jiří Holík).

Branky a nahrávky SSSR: 6:57 Vjačeslav Staršinov (Alexandr Jakušev), 14:24 Vladimir Petrov (Boris Michajlov), 28:14 Anatolij Firsov (Igor Romiševskij), 36:09 Vladimir Vikulov (Anatolij Firsov), 46:32 Vladimir Vikulov.

Rozhodčí: Sakari Sillankorva (FIN), Jan Wycisk (POL)

Vyloučení: 4:4

Využití přesilovek: 1:1
ČSSR: Vladimír Dzurilla – Jan Suchý, Josef Horešovský, Oldřich Machač, František Pospíšil, Vladimír Bednář – Jan Hrbatý, Jaroslav Holík, Jiří Holík – František Ševčík, Jiří Kochta, Richard Farda – Stanislav Prýl, Václav Nedomanský, Július Haas (16. Vladimír Martinec).
SSSR: Viktor Konovalenko – Vitalij Davydov, Valerij Nikitin, Alexandr Ragulin, Igor Romiševskij, Jevgenij Paladjev, Vladimir Lutčenko – Vladimir Vikulov, Viktor Polupanov, Anatolij Firsov – Boris Michajlov, Vladimir Petrov, Valerij Charlamov – Alexandr Malcev, Vjačeslav Staršinov, Alexandr Jakušev.	
 NDR –  Finsko 4:3 (1:0, 0:3, 3:0)
28. března 1970 (12:00) – Stockholm (Johanneshovs Isstadion)

Branky NDR: 17:56 Peter Prusa, 48:55 Frank Braun, 51:00 Joachim Ziesche, 55:21 Dietmar Peters.

Branky Finska: 21:56 Lauri Mononen, 33:31 Lasse Oksanen, 38:41 Veli-Pekka Ketola.

Rozhodčí: Rudolf Baťa (TCH), Fine Boström (SWE)

Vyloučení: 3:4

Využití přesilovek: 2:1
NDR: Hirche - Braun, Peters, Karrenbauer, Slapke - Patschinski, Ziesche, Nickel - Röhl, Fuchs, Hiller - Novy, Prusa, Bielas - Noack.
Finsko: Valtonen - Lindström, Koskela, Rantasila, Marjamäki - Leimu, Jorma Peltonen, Oksanen - Mononen, Ketola, Keinonen - Tamminen, Murto, Linnonmaa - Esa Peltonen].
 Švédsko –  Polsko 5:1 (4:0, 1:0, 0:1)
28. března 1970 (16:00) – Stockholm (Johanneshovs Isstadion)

Branky Švédska: 7:46 Tord Lundström, 8:59 Thommy Abrahamsson, 14:42 Håkan Wickberg, 18:00 Roger Olsson, 5:0 23:12 Roger Olsson.

Branky Polska: 41:50 Bogdan Migacz.

Rozhodčí: Zdeněk Kořínek (TCH), Jurij Karandin (URS)

Vyloučení: 4:0 + Lars-Göran Nilsson na 10 minut.

Využití přesilovek: 0:0
Švédsko: Holmqvist - Sjöberg, Abrahamsson, Nils Johansson, Milton, Svedberg, Karlsson - Lundström, Wickberg, Nordin – Sterner, Palmqvist, Lindberg - Olsson, Nilsson, Hagström.
Polsko: Kosyl - Fryźlewicz, Słowakiewicz, Robert Góralczyk, Czachowski, Feter, Szewczyk - Ziętara, Stefaniak, Kacik - Obłój, Komorski, Feliks Góralczyk - Migacz, Kajzerek, Białynicki-Birula.
 NDR –  Polsko 5:2 (1:1, 0:1, 4:0)
29. března 1970 (16:00) – Stockholm (Johanneshovs Isstadion)

Branky NDR: 0:12 Hartmut Nickel, 46:59 Peter Prusa, 47:21 Bernd Hiller, 50:52 Wolfgang Plotka, 57:07 Bernd Hiller.

Branky Polska: 15:02 Krzysztof Birula-Białynicki, 25:41 Feliks Góralczyk.

Rozhodčí: Ove Dahlberg (SWE), Fine Boström (SWE)

Vyloučení: 4:3 + Andrzej Słowakiewicz (POL) na 5 minut.

Využití přesilovek: 0:0
NDR: Hirche - Braun, Peters, Plotka, Slapke, Röhl - Hiller, Ziesche, Nickel - Noack, Prusa, Karrenbauer - Novy, Bielas, Patschinski.
Polsko: Kosyl - Fryźlewicz, Słowakiewicz, Robert Góralczyk, Czachowski, Feter, Szewczyk - Ziętara, Stefaniak, Kacik - Obłój, Komorski, Feliks Góralczyk - Migacz, Kajzerek, Białynicki-Birula.
 Československo –  Finsko 3:5 (0:2, 2:2, 1:1)
30. března 1970 (12:00) – Stockholm (Johanneshovs Isstadion)

Branky a nahrávky Československa: 24:02 Václav Nedomanský (Jan Suchý), 35:10 František Ševčík (Richard Farda), 45:25 Richard Farda (Oldřich Machač).

Branky a nahrávky Finska: 1:30 Matti Keinonen (Pekka Marjamäki), 5:17 Veli-Pekka Ketola (Matti Keinonen), 28:08 Juha Rantasila (Matti Murto), 31:43 Matti Murto (Jorma Vehmanen), 49:07 Jorma Peltonen (Lasse Oksanen).

Rozhodčí: Jurij Karandin (URS), Fine Boström (SWE)

Vyloučení: 2:3 + Oldřich Machač (TCH) a Veli-Pekka Ketola (FIN) na 5 minut.

Využití přesilovek: 1:2
ČSSR: Vladimír Dzurilla – Jan Suchý, Josef Horešovský, Vladimír Bednář, Oldřich Machač, František Pospíšil – Jan Hrbatý, Jaroslav Holík, Ivan Hlinka – Stanislav Prýl, Václav Nedomanský, Július Haas – František Ševčík, Jiří Kochta, Richard Farda
Finsko: Urpo Ylönen – Ilpo Koskela, Seppo Lindström, Juha Rantasila, Pekka Marjamäki – Pekka Leimu, Jorma Peltonen, Lasse Oksanen – Jorma Vehmanen, Veli-Pekka Ketola, Matti Keinonen – Juhani Tamminen, Matti Murto, Harri Linnonmaa.
 Švédsko –  SSSR 1:3 (0:0, 1:2, 0:1)
30. března 1970 (16:00) – Stockholm (Johanneshovs Isstadion)

Branky Švédska: 20:08 Håkan Wickberg.

Branky SSSR: 37:05 Vladimir Petrov, 37:23 Vladimir Vikulov, 45:42 Alexandr Malcev.

Rozhodčí: Rudolf Baťa (TCH), Jan Wycisk (POL)

Vyloučení: 1:1

Využití přesilovek: 0:0
Švédsko: Holmqvist – Carlsson, Svedberg, Nils Johansson, Milton, Sjöberg, Abrahamsson – Karlsson, Wickberg, Lundström – Stig-Göran Johansson, Sterner, Palmqvist – Linberg, Hedberg, Nilsson.
SSSR: Konovalenko – Nikitin, Davydov, Ragulin, Romiševskij, Paladěv, Lutčenko – Michajlov, Petrov, Charlamov – Vikulov, Polupanov, Firsov – Malcev, Staršinov, Jakušev.

## Statistiky

### Nejlepší hráči podle direktoriátu IIHF
| Brankář | Urpo Ylönen      |
| Obránce | Lennart Svedberg |
| Útočník | Alexandr Malcev  |

### All Stars
| Brankář         | Viktor Konovalenko |
| Levý obránce    | Lennart Svedberg   |
| Pravý obránce   | Jan Suchý          |
| Levé křídlo     | Anatolij Firsov    |
| Střední útočník | Václav Nedomanský  |
| Pravé křídlo    | Alexandr Malcev    |

### Kanadské bodování
| Poř. | Kanadské bodování  | Branky | Přihrávky | Body |
| ---- | ------------------ | ------ | --------- | ---- |
| 1.   | Alexandr Malcev    | 15     | 6         | 21   |
| 2.   | Václav Nedomanský  | 10     | 7         | 17   |
| 3.   | Anatolij Firsov    | 6      | 10        | 16   |
| 4.   | Jan Suchý          | 8      | 7         | 15   |
| 5.   | Vladimir Vikulov   | 10     | 4         | 14   |
| 6.   | Stefan Karlsson    | 6      | 5         | 11   |
| 7.   | Valerij Charlamov  | 7      | 3         | 10   |
| 7.   | Boris Michajlov    | 7      | 3         | 10   |
| 9.   | Tord Lundström     | 5      | 5         | 10   |
| 9.   | Lars-Göran Nilsson | 5      | 5         | 10   |

### Soupiska SSSR
SSSR

Brankáři: Viktor Konovalenko, Vladislav Treťjak.

Obránci: Vitalij Davydov, Valerij Vasiljev, Alexandr Ragulin, Vladimir Lutčenko, Igor Romiševskij, Jevgenij Paladjev, Valerij Nikitin.

Útočníci: Boris Michajlov, Vladimir Petrov, Valerij Charlamov, Vladimir Vikulov, Viktor Polupanov, Anatolij Firsov, Alexandr Malcev, Vjačeslav Staršinov, Jevgenij Mišakov, Alexandr Jakušev, Vladimir Šadrin, Vladimir Šapovalov.

Trenéři: Arkadij Černyšov, Anatolij Tarasov.

### Soupiska Švédska
Švédsko

Brankáři: Leif Holmqvist, Gunnar Bäckman.

Obránci: Thommy Abrahamsson, Arne Carlsson, Anders Hagström, Nils Johansson, Kjell-Rune Milton, Lars-Erik Sjöberg, Lennart Svedberg.

Útočníci: Anders Hedberg, Stig-Göran Johansson, Stefan Karlsson, Hans Lindberg, Tord Lundström, Lars-Göran Nilsson, Anders Nordin, Roger Olsson, Björn Palmqvist, Ulf Sterner, Håkan Wickberg.

Trenér: Arne Strömberg.

### Soupiska Československa
Československo

Brankáři: Vladimír Dzurilla, Miroslav Lacký.

Obránci: Jan Suchý, Josef Horešovský, Oldřich Machač, František Pospíšil, Vladimír Bednář, Ľubomír Ujváry.

Útočníci: Vladimír Martinec, Richard Farda,  – Josef Černý, Jan Hrbatý, Jaroslav Holík, Jiří Holík, Július Haas, Václav Nedomanský, Jiří Kochta, František Ševčík, Ivan Hlinka, Stanislav Prýl.

Trenéři: Jaroslav Pitner, Vladimír Kostka.

### Soupiska Finska
4.  Finsko

Brankáři: Urpo Ylönen, Jorma Valtonen.

Obránci: Seppo Lindström, Ilpo Koskela, Juha Rantasila, Hekki Riihiranta, Pekka Marjamäki, Lalli Partinen.

Útočníci: Pekka Leimu, Jorma Peltonen, Lasse Oksanen, Jorma Vehmanen, Veli-Pekka Ketola, Matti Keinonen, Väinö Kolkka, Matti Murto, Esa Peltonen, Juhani Tamminen, Harri Linnonmaa, Lauri Mononen.

Trenéři: Seppo Liitsola, Matias Helenius.

### Soupiska NDR
5.   NDR

Brankáři: Claus Hirsche, Dieter Pürschel.

Obránci: Dietmar Peters, Frank Braun, Wolfgang Plotka, Peter Slapke, Dieter Dewitz, Bernd Karrenbauer.

Útočníci: Rüdiger Noack, Hartmut Nickel, Joachim Ziesche, Wilfried Rohrbach, Rainer Patschinski, Bernd Hiller, Lothar Fuchs, Reinhard Karger, Dieter Röhl, Helmut Novy, Rolf Bielas, Peter Prusa.

Trenér: Rudi Schmieder.

### Soupiska Polska
6.   Polsko

Brankáři: Walery Kosyl, Andrzej Tkacz.

Obránci: Andrzej Słowakiewicz, Ludwik Czachowski, Robert Góralczyk, Marian Feter, Stanislaw Szewczyk, Stanisław Fryźlewicz.

Hráči: Walenty Ziętara, Józef Stefaniak, Tadeusz Kacik, Marian Kajzerek, Krzysztof Birula-Białynicki, Tadeusz Obłój, Włodzimierz Komorski, Feliks Góralczyk, Bogdan Migacz, Czeslaw Ruchala, Mieczysław Jaskierski, Tadeusz Malicki.

Trenér: Anatolij Jegorov (URS).

## MS Skupina B
|    |            | USA  | GER  | NOR | YUG | JPN  | SUI  | ROM | BUL  | V | R | P | Skóre | B  |
| 1. | USA        | ***  | 5:2  | 9:2 | 5:1 | 11:1 | 12:3 | 9:1 | 19:1 | 7 | 0 | 0 | 70:11 | 14 |
| 2. | SRN        | 2:5  | ***  | 3:0 | 6:3 | 3:1  | 3:1  | 5:2 | 13:1 | 6 | 0 | 1 | 34:13 | 12 |
| 3. | Norsko     | 2:9  | 0:3  | *** | 3:3 | 5:5  | 4:2  | 4:3 | 8:3  | 3 | 2 | 2 | 26:28 | 8  |
| 4. | Jugoslávie | 1:5  | 3:6  | 3:3 | *** | 8:2  | 6:3  | 3:4 | 6:0  | 3 | 1 | 3 | 30:23 | 7  |
| 5. | Japonsko   | 1:11 | 1:2  | 5:5 | 2:8 | ***  | 3:2  | 8:4 | 11:2 | 3 | 1 | 3 | 31:34 | 7  |
| 6. | Švýcarsko  | 3:12 | 1:3  | 2:4 | 3:6 | 2:3  | ***  | 7:1 | 4:2  | 2 | 0 | 5 | 22:31 | 4  |
| 7. | Rumunsko   | 1:9  | 2:5  | 3:4 | 4:3 | 4:8  | 1:7  | *** | 6:2  | 2 | 0 | 5 | 21:38 | 4  |
| 8. | Bulharsko  | 1:19 | 1:13 | 3:8 | 0:6 | 2:11 | 2:4  | 2:6 | ***  | 0 | 0 | 7 | 11:67 | 0  |

 Japonsko -  USA 1:11 (1:4, 0:3, 0:4)
24. února 1970 (9:30) – Bukurešť

Branky Japonska: 4:29 Ebina

Branky USA: 1:37 Lilyholm, 6:27 Christiansen, 12:21 Stordahl, 14:30 Konik, 30:19 Gambucci, 31:20 Brooks, 32:28 Brooks, 45:21 Brooks, 54:24 Gambucci, 55:01 Lilyholm, 58:25 Grand

Rozhodčí: Heinrich Ehrensperger (SUI), Wilhelm Valentin (AUT)

Vyloučení: 1:0
Japonsko: Otsubo - Kaneiri, Tanaka – Nakano, Itabashi – Kurokawa, Hikigi, Homma – Okajima, Ebina, Ono – Takagi, Iwamoto, Hoshino.
USA: Carl Wetzel - Ross, Konik – Mc Elmury, Riuttu – Gary Gambucci, O'Neill, Patrick – Lilyholm, Boucha, Lindberg – Brooks, Grand, Christiansen.

  Bulharsko -  Švýcarsko 2:4 (1:2, 0:1, 1:1)
24. února 1970 (12:00) – Bukurešť

Branky Bulharska: 5:16 Lesev, 53:51 N. Michajlov

Branky Švýcarska: 2:11 Dubous, 2:57 Turler, 25:10 Chappot, 59:23 Turler

Rozhodčí: Milan Dušanovič (YUG), Frantz Baader (GER)

Vyloučení: 2:3
Bulharsko: A. Iljev – G. Iljev, Christov, Iončev, Lesev – P. Michajlov, Kalev, Nedjakov - E. Michajlov, N. Michajlov, Atanasov - Poljanski, M. Bačvarov, Veličkov.
Švýcarsko: Clerc - Aeschlimann, Huguenin, Furrer, Sgualdo - Keller, Turler, Reinhard – Henry, Chappot, Giroud – Piller, Berger, Dubous.

 SRN -  Jugoslávie 6:3 (1:1, 2:1, 3:1)
24. února 1970 (17:00) – Bukurešť

Branky SRN: 1:06 Köpf, 22:20 Eibl, 24:28 Egger, 43:07 Hartelt, 44:03 Köpf, 52:44 Köpf

Branky Jugoslávie: 8:30 R. Hiti, 34:00 R. Hiti, 57:22 Beravs

Rozhodčí: Len Gagnon (USA), Nicolae Turceanu (ROM)

Vyloučení: 5:3
SRN: Makatsch – Thanner, Völk, Eibl, Modes – A. Schloder, Meindl, Kuhn – Egger, Köpf, Funk – Hartelt, Hoffherr, Philipp.
Jugoslávie: Gale – Jug, Ratej, I. Jan, Ravnik – R. Hiti, R. Smolej, Beravs – Tišlar, Felc, F. Smolej – Renaud, G. Hiti, Gojanović.

 Norsko -  Rumunsko 4:3 (2:0, 2:0, 0:3)
24. února 1970 (19:30) – Bukurešť

Branky Norska: 12:30 Thoen, 17:07 Thoen, 23:59 Jansen, 38:37 Sandberg

Branky Rumunska: 41:29 Kalamar, 43:50 Ioniţă, 47:12 Kalamar

Rozhodčí: Minoru Nakano (JAP), Vasil Popov (BUL)

Vyloučení: 3:0
Norsko: Östensen - Martinsen, Berg, Hansen, Sandberg - Petersen, Andersen, Bjölbak - Olsen, Smefsjell, Dalsören - Thoen, Jansen, Pedersen.
Rumunsko: Dumitras - Varga, Ioniţă, Sgincă, Fagăras - I. Szabo, Kalamar, G. Szabo - Pană, Florescu, Başa - Gheorghiu, Iordan, Huţanu.

  Japonsko -  SRN 1:2 (0:1, 0:0, 1:1)
25. února 1970 (17:00) – Bukurešť

Branky Japonska: 49:29 Kurokawa

Branky SRN: 8:32 Hartelt, 46:15 Hartelt

Rozhodčí: Per Wold (NOR), Heinrich Ehrensperger (SUI)

Vyloučení: 5:6
Japonsko: Otsubo – Kaneiri, Tanaka, Nakano, Yamazaki - Kurokawa, Hikigi, Homma - Takagi, Iwamoto, Hoshino - Okajima, Ebina, Ono.
SRN: Kehle - Thanner, Völk, Eibl, Modes - A. Schloder, K. Schloder, Kuhn - Funk, Eimansberger, Egger - Hoffherr, Köpf, Hartelt.

 USA -  Bulharsko 19:1 (6:1, 7:0, 6:0)
25. února 1970 (19:30) – Bukurešť

Branky USA: 1:40 Gambacci, 3:06 Lindberg, 6:40 Ross, 8:02 Patrick, 14:38 Patrick, 17:03 Lindberg, 20:52 Lilyholm, 27:05 Markle, 30:36 Mc Elmury, 30:44 Gambacci, 32:28 Christiansen, 37:18 Patrick, 39:04 Lilyholm, 40:59 Mc Elmury, 53:04 Stordahl, 53:56 Gambacci, 55:42 Konik, 56:08 Lilyholm, 57:14 Markle

Branky Bulharska: 5:33 Gergiev

Rozhodčí: Minoru Nakano (JAP), Cheorghe Tasnadd (ROM)

Vyloučení: 4:2
USA: Wetzel - Mc Elmury, Riuttu, Ross, Konik - Brooks, Grand, Christiansen - Lilyholm, Boucha, Lindberg - Gambacci, O'Neill, Patrick.
Bulharsko: A. Iljev - G. Iljev, Christov,Iončev, Samsarov - P. Michajlov, Kalev, Nedjakov - E. Michajlov, N. Michajlov, Atanasov -
Poljanski, Bačvarov, Veličkov.
  Norsko -  Švýcarsko 4:2 (2:1, 1:1, 1:0)
26. února 1970 (17:00) – Bukurešť

Branky Norska: 7:49 Bjölbak, 17:32 Sandberg, 37:13 Hansen, 40:13 Mikelsen

Branky Švýcarska: 1:44 Dubous, 33:54 Huguenin

Rozhodčí: Minoru Nakano (JAP), Nicolae Turceanu (ROM)

Vyloučení: 4:1
Švýcarsko: Clerc - Stuppan, Sgualdo, Aeschlimann, Huguenin - Keller, Turler, Reinhard - Henry, Chappot, Giroud - Piller, Berger, Dubous.
Norsko: Östensen – Martinsen, Berg, Hansen, Sandberg - Bjölbak, Olsen, Mikelsen - Petersen, Smefsjell, Dalsören - Thoen, Jansen, Pedersen.

 Jugoslávie –  Rumunsko 3:4 (0:0, 1:1, 2:3)
26. února 1970 (19:30) – Bukurešť

Branky Jugoslávie: 23:45 Ravnik, 40:56 R. Hiti, 43:06 R. Smolej

Branky Rumunska: 20:30 G. Szabo, 42:45 Kalamar, 45:36 Gheorghiu, 49:34 Pană

Rozhodčí: Len Gagnon (USA), Per Wold (NOR)

Vyloučení: 2:0
Jugoslávie: Gale – Jug, Ratej, I. Jan, Ravnik – R. Hiti, R. Smolej, Beravs – Tišlar, Felc, F. Smolej – Renaud, Žbontar, Gojanović.
Rumunsko: Dumitras – Varga, Ioniţă, Sgincă, Fagăras – I. Szabo, Kalamar, G. Szabo – Pană, Florescu, Başa – Gheorghiu, Iordan, Huţanu.

  Bulharsko -  Norsko 3:8 (0:4, 2:2, 1:2)
27. února 1970 (9:30) – Bukurešť

Branky Bulharska: 24:18 E. Michajlov, 29:58 Veličkov, 41:03 Kukov

Branky Norska: 0:42 Mikelsen, 3:12 Mikelsen, 11:11 Petersen, 15:22 Olsen, 23:07 Pedersen, 33:27 Pedersen, 51:08 Thoen, 58:55 Smefsjell.

Rozhodčí: Len Gagnon (USA), Nicolae Turceanu (ROM)

Vyloučení: 1:3
Bulharsko: A. Iljev - G. Iljev, Lesev, Iončev, Samsarov - P. Michajlov, Kalev, Nedjakov - E. Michajlov, Michajlov, Atanasov - Poljanski, Bačvarov, Veličkov.
Norsko: Östensen - Martinsen, Berg, Hansen, Sandberg - Petersen, Andersen, Bjölbak - Olsen, Smefsjell, Dalsören - Thoen, Jansen, Pedersen.

  Švýcarsko -  SRN 1:3 (0:0, 0:3, 1:0)
27. února 1970 (12:00) – Bukurešť

Branky Švýcarska: 56.35 Berger

Branky SRN: 30:07 Philipp, 31:01 Köpf, 31:50 Hoffherr

Rozhodčí: Wilhelm Valentin (AUT), Vasil Popov (BUL)

Vyloučení: 9:6
Švýcarsko: Rigolet - Stuppan, Sgualdo, Aeschlimann, Huguenin - Keller, Turler, Reinhard - Henry, Luthy, Giroud - Piller, Berger, Dubous.
SRN: Kehle -Thanner, Völk, Eibl, Magura - Hoffherr, Köpf, Hartelt - Philipp, Eimansberger, Egger - Funk, Meindl, Kuhn.

  Jugoslávie –  USA 1:5 (0:2, 1:1, 0:2)
27. února 1970 (17:00) – Bukurešť

Branky Jugoslávie: 24:30 R. Smolej

Branky USA: 0:21 Lilyholm, 10:35 Christiansen, 28:32 Patrick, 41:29 Patrick, 48:27 Stordahl

Rozhodčí: Per Wold (NOR), Florian Gubernu (ROM)

Vyloučení: 6:4
Jugoslávie: Gale – Jug, Ratej, I. Jan, Ravnik – R. Hiti, R. Smolej, Beravs – Tišlar, Felc, F. Smolej – Renaud, B. Jan, Gojanović.
USA: Wetzel, Johnson – Mc Elmury, Konik, Riuttu, Ross – Brooks, Lilyholm, Stordahl – Grand, Christiansen, Boucha – Lindberg, Gambacci, Patrick.

 Rumunsko –  Japonsko 4:8 (0:2, 4:1, 0:5)
27. února 1970 (19:30) – Bukurešť

Branky Rumunska: 24:51 I. Szabo, 29:27 Kalamar I., 31:15 Varga, 34:28 Başa

Branky Japonska: 3:52 Hikigi, 15:05 Kurokawa, 32:48 Kurokawa, 41:30 Hoshino, 49:26 Kurokawa, 49:53 Homma, 52:32 Hikigi, 53:39 Hikigi

Rozhodčí: Ehrensperger Heinrich (SUI), Baader Frantz (GER)

Vyloučení: 1:4
Rumunsko: Dumitraş - Varga, Ioniţă, Sgincă, Făgăras - I. Szabo, Kalamar, G. Szabo, Pană, Florescu, Başa, Gheorghiu, Biro, Huţanu.
Japonsko: Otsubo - Kaneiri,Tanaka, Nakano, Itabashi - Kurokawa, Hikigi, Homma - Takagi, Iwamoto, Hoshino - Okajima, Ebina, Ono.

 Bulharsko -  Japonsko 2:11 (1:3, 1:4, 0:4)
28. února 1970 (17:00) – Bukurešť

Branky Bulharska: 16:45 E. Michajlov, 21:04 Kalev

Branky Japonska: 0:26 Kurokawa, 12:48 Kurokawa, 19:47 Hikigi, 22:30 Takagi, 23:43 Kurokawa, 28:38 Hoshino, 32:15 Kurokawa, 44:03 Okajima, 49:15 Kurokawa, 50:09 Iwamoto, 54:49 Hoshino

Rozhodčí: Milan Dušanovič (YUG), Per Wold (NOR)

Vyloučení: 3:4
Bulharsko: A. Iljev - G. Iljev, Samsarov, Iončev, Lesev - P. Michajlov, Kalev, Nedjakov, E. Michajlov, N. Michajlov, Atanasov, Poljanski, Bačvarov, Veličkov.
Japonsko: Otsubo - Kaneiri, Tanaka, Nakano, Itabashi - Kurokawa, Hikigi, Homma - Takagi, Iwamoto, Hoshino - Okajima, Ebina, Ono.

 USA –  SRN 5:2 (0:1, 3:1, 2:0)
28. února 1970 (19:30) – Bukurešť

Branky USA: 29:29 Konik, 30:07 Gambacci, 36:47 Stordahl, 48:25 Boucha, 57:33 Ross

Branky SRN: 4:41 Hartelt, 35:56 Köpf.

Rozhodčí: Wilhelm Valentin (AUT), Heinrich Ehrensperger (SUI)

Vyloučení: 5:2
USA: Wetzel - Mc Elmury, Riuttu, Ross, Konik - Stordahl, Grand, Christiansen - Lilyholm, Boucha, Lindberg - Gambacci, O’Neill, Patrick.
SRN: Kehle - Thanner, Völk, Eibl, K. Schloder - Kuhn, Meindl, Philipp - Egger, Eimansberger, Funk - Hoffherr, Köpf, Hartelt.

  Norsko –  Jugoslávie 3:3 (0:2, 1:0, 2:1)
1. března 1970 (17:00) - Bukurešť

Branky Norska: 29:45 Röymark, 45:24 Pedersen, 50:33 Olsen

Branky Jugoslávie: 12:23 Beravs, 18:30 Gojanović, 47:01 Beravs

Rozhodčí: Florin Gubernu (ROM), Wilhelm Valentin (AUT)

Vyloučení: 1:3
Norsko: Nilsen – Martinsen, Sandberg, Berg, Hansen – Bjölbak, Olsen, Mikelsen – Petersen, Andersen, Smefsjell – Röymark, Jansen, Pedersen.
Jugoslávie: Gale – Jug, Ratej, I. Jan, Ravnik – R. Hiti, R. Smolej, Beravs – Tišlar, Felc, F. Smolej – Renaud, B. Jan, Gojanović.

  Švýcarsko -  Rumunsko 7:1 (3:0, 1:0, 3:1)
1. března 1970 (19:30) - Bukurešť

Branky Švýcarska: 13:27 Henry, 15:46 Luthy, 19:42 Turler, 26:37 Dubous, 45:00 Berger, 58:06 Turler, 59:10 Turler

Branky Rumunska: 50:25 Biro

Rozhodčí: Len Gagnon (USA), Frantz Baader (GER)

Vyloučení: 4:2
Švýcarsko: Rigolet - Stuppan, Furrer, Aeschlimann, Huguenin - Keller, Turler, Reinhard - Henry, Luthy, Giroud - Piller, Berger, Dubous.
Rumunsko: Dumitraş - Varga, Ioniţă - Sgincă, Făgăras - I. Szabo, Kalamar, G. Szabo - Pană, Florescu, Başa - Gheorghiu, Biro, Huţanu.

 SRN -  Bulharsko 13:1 (5:0, 7:0, 1:1)
2. března 1970 (9:30) - Bukurešť

Branky SRN: 0:36 Thanner, 1:40 Hartelt, 1:58 Hoffherr, 9:55 Eibl, 10:12 Eimansberger, 21:25 Eibl, 23:36 Hartelt, 25:12 Köpf, 26:32 Egger, 32:40 Funk, 33:15 Philipp, 36:18 Eimansberger, 54:18 Philipp

Branky Bulharska: 51:38 Poljanski

Rozhodčí: Milan Dušanovič (YUG), Nicolae Turseanu (ROM)

Vyloučení: 1:6
SRN: Makatsch - Thanner, Völk, Eibl, Magura - A. Schloder, K. Schloder, Kuhn - Egger, Eimansberger, Funk - Hartelt, Köpf, Hoffherr.
Bulharsko: A. Iljev - G. Iljev, Samsarov, Iončev, Lesev - P. Michajlov, Kalev, Nedjakov - E. Michajlov, N. Michajlov, Atanasov - Poljanski, Gergiev, Veličkov.

 Norsko –  Japonsko 5:5 (2:1, 1:1, 2:3)
2. března 1970 (12:00) - Bukurešť

Branky Norska: 2:34 Thoen, 11:51 Martinsen, 27:16 Petersen, 40:45 Olsen, 43:46 Olsen

Branky Japonska: 5:19 Iwamoto, 26:48 Hoshino, 42:34 Okajima, 44:23 Hoshino, 48:40 Hoshino

Rozhodčí: Frantz Baader (GER), Vasil Popov (BUL)

Vyloučení: 2:4
Norsko: Östensen - Martinsen, Berg, Hansen, Sandberg - Petersen, Röymark, Bjölbak - Olsen, Smefsjell, Dalsören - Thoen, Jansen, Pedersen.
Japonsko: Otsubo - Kaneiri,Tanaka, Nakano, Itabashi - Kurokawa, Hikigi, Homma -Takagi, Iwamoto, Hoshino - Okajima, Ebina, Ono.

 Jugoslávie –  Švýcarsko 6:3 (2:0, 2:2, 2:1)
2. března 1970 (17:00) – Bukurešť

Branky Jugoslávie: 14:39 Tišlar, 17:01 B. Jan, 23:40 Felc, 35:52 Gojanović, 41. Beravs, 43. Felc

Branky Švýcarska: 26:42 Luthy, 29:24 Dubous, 53. Sgualdo

Rozhodčí: Len Gagnon (USA), Minoru Nakano (JAP)

Vyloučení: 2:3
Jugoslávie: Gale – Jug, Ratej, I. Jan, Ravnik – R. Hiti, R. Smolej, Beravs – Tišlar, Felc, F. Smolej – B. Jan, Gojanović, G. Hiti.
Švýcarsko: Rigolet – Stuppan, Furrer, Aeschlimann, Huguenin – Keller, Turler, Reinhard – Henry, Luthy, Giroud – Piller, Berger, Dubous.

  Rumunsko -  USA 1:9 (1:4, 0:1, 0:4)
2. března 1970 (19:30) – Bukurešť

Branky Rumunska: 3:03 Florescu

Branky USA: 3:57 Boucha, 8:06 Boucha, 8:41 Lilyholm, 16:55 Stordahl, 27:19 Grand, 44:26 Riuttu, 51:22 Gambacci, 52:59 Lindberg, 54:39 Grand

Rozhodčí: Heinrich Ehrensperger (SUI), Per Wold (NOR)

Vyloučení: 2:4
Rumunsko: Dumitraş - Varga, Ioniţă, Sgincă, Făgăras - I. Szabo, Kalamar, G. Szabo - Pană, Florescu, Başa - Gheorghiu, Biro, Huţanu.
USA: Wetzel - Mc Elmury, Riuttu, Ross, Konik - Stordahl, Grand, Christiansen - Lilyholm, Boucha, Lindberg - Gambacci, O’Neill, Patrick.

 Rumunsko -  SRN 2:5 (1:0, 0:1, 1:4)
4. března 1970 (9:00) – Bukurešť

Branky Rumunska: 4:59 Kalamar, 57:32 G. Szabo

Branky SRN: 39:27 Philipp, 44:18 K. Schloder, 50:31 Funk, 51:55 Eimansberger, 56:30 Thanner

Rozhodčí: Minoru Nakano (JAP), Heinrich Ehrensperger (SUI)

Vyloučení: 4:5
Rumunsko: Dumitraş - Varga, Ioniţă, Sgincă, Făgăras – I. Szabo, Kalamar, G. Szabo - Pană, Florescu, Başa - Gheorghiu, Biro, Huţanu.
SRN: Makatsch - Thanner, Völk, Eibl, K. Schloder - Modes, Köpf, Kuhn - Funk, Eimansberger, Egger - Hartelt, Hoffherr, Philipp.

 Japonsko –  Švýcarsko 3:2 (2:0, 0:2, 1:0)
4. března 1970 (11:30) – Bukurešť

Branky Japonska: 7:03 Hoshino, 19:30 Hikigi, 59:00 Kurokawa

Branky Švýcarska: 22:03 Keller, 36:20 Reinhard

Rozhodčí: Frantz Baader (GER), Len Gagnon (USA)

Vyloučení: 7:3
Japonsko: Otsubo - Kaneiri, Tanaka, Nakano, Itabashi - Kurokawa, Hikigi, Homma - Okajima, Ebina, Ono - Takagi, Iwamoto, Hoshino.
Švýcarsko: Rigolet - Stuppan, Furrer, Aeschlimann, Huguenin - Keller,Turler, Reinhard - Henry, Luthy, Giroud - Hiller, Berger, Dubous.

 Bulharsko –  Jugoslávie 0:6 (0:1, 0:5, 0:0)
4. března 1970 (15:00) – Bukurešť

Branky Bulharska: nikdo

Branky Jugoslávie: 12:47 B. Jan, 22:02 Tišlar, 24:15 R. Hiti, 30:34 Tišlar, 31:42 R. Smolej, 34:13 Ratej

Rozhodčí: Per Wold (NOR), Florin Gubernu (ROM)

Vyloučení: 3:1
Bulharsko: A. Iliev – G. Iljev, Lesev, Jončev, Samsarov – P. Michajlov, Kalev, Nedjalkov – E. Michajlov, M. Michajlov, Atanasov – Poljanski, Bačvarov, Veličkov.
Jugoslávie: Gale – Jug, Ratej, I. Jan, Ravnik – R. Hiti, R. Smolej, Beravs – Tišlar, Felc, F. Smolej – Jan B., Gojanović, G. Hiti.

 Norsko -  USA 2:9 (0:4, 1:2, 1:3)
4. března 1970 (17:30) – Bukurešť

Branky Norska: 29:16 Petersen, 57:03 Smefsjell

Branky USA: 8:04 Christiansen, 8:44 Boucha, 11:08 Gambacci, 14:14 Konik, 20:44 Lilyholm, 28:41 Patrick, 43:07 Patrick, 47:48 Grand, 57:16 O’Neill

Rozhodčí: Minoru Nakano (JAP), Wilhelm Valentin (AUT)

Vyloučení: 0:3
Norsko: Nilsen - Sandberg, Berg, Jansen, Martinsen - Petersen, Röymark, Mikelsen - Olsen, Smefsjell, Dalsören - Thoen, Jansen, Pedersen.
USA: Wetzel - Mc Elmury, Riuttu, Ross, Konik - Stordahl, Grand, Christiansen - Lilyholm, Boucha, Lindberg - Gambacci, O’Neill, Patrick.

 Jugoslávie –  Japonsko 8:2 (6:1, 2:0, 0:1)
5. března 1970 (9:00) – Bukurešť

Branky Jugoslávie: 4:31 Gojanović, 9:10 R. Smolej, 9:47 Felc, 10:14 Tišlar, 11:53 Gojanović, 12:19 R. Hiti, 30:22 Gojanović, 38:09 Renaud

Branky Japonska: 3:36 Iwamoto, 51:53 Kurokawa

Rozhodčí: Len Gagnon (USA), Florin Gubernu (ROM)

Vyloučení: 2:2
Jugoslávie: Gale – Jug, Ratej, I. Jan, Ravnik – R. Hiti, R. Smolej, Beravs – Tišlar, Felc, F. Smolej – B. Jan, Gojanović, G. Hiti.
Japonsko: Otsubo – Kaneiri, Tanaka, Nakano, Itabashi – Kurokawa, Hikigi, Homma – Okajima, Ebina, Ono – Takagi, Iwamoto, Hoshino.

 USA –  Švýcarsko 12:3 (2:1, 6:1, 4:1)
5. března 1970 (11:30) – Bukurešť

Branky USA: 6:00 Patrick, 7:14 Gambacci, 21:11 Grand, 21:30 Riuttu, 34:08 Gambacci, 34:30 Stordahl, 36:55 Brown, 37:37 O’Neill, 43:40 Gambacci, 47:30 Markle, 53:58 Grand, 56:48 Brown

Branky Švýcarska: 11:38 Wittwer, 35:18 Reinhard, 58:00 Henry

Rozhodčí: Frantz Baader (GER), Per Wold (NOR)

Vyloučení: 2:1 navíc Brown na 5 min.
USA: Wetzel - Mc Elmury, Riuttu, Ross, Konik - Stordahl, Grand, Christiansen - Lilyholm, Boucha, Lindberg - Gambacci, O’Neill, Patrick.
Švýcarsko: Rigolet - Stuppan, Furrer, Aeschlimann, Huguenin - Keller, Turler, Reinhard - Henry, Luthy, Giroud - Piller, Berger, Dubous

 SRN –  Norsko 3:0 (0:0, 3:0, 0:0)
5. března 1970 (15:00) – Bukurešť

Branky NSR: 22:04 Köpf, 30:54 Funk, 36:20 Kuhn

Branky Norska: nikdo

Rozhodčí: Heinrich Ehrensperger (SUI), Wilhelm Valentin (AUT)

Vyloučení: 2:1 navíc Olsen na 5 min.
SRN: Kehle - Thanner, Völk, Eibl, Modes - A. Schloder, K. Schloder, Kuhn - Egger, Funk, Philipp - Hartelt, Köpf, Hoffherr.
Norsko: Nilsen - Sandberg, Berg, Jansen, Martinsen - Petersen, Röymark, Mikelsen - Olsen, Smefsjell, Dalsören - Thoen, Jansen, Pedersen.

  Bulharsko -  Rumunsko 2:6 (0:2, 0:2, 2:2)
5. března 1970 (17:30) – Bukurešť

Branky Bulharska: 45:47 Bačvarov, 51:33 Poljanski

Branky Rumunska: 2:38 Huţanu, 14:30 Varga, 34:05 Huţanu, 35:04 Kalamar, 47:50 Biro, 51:16 Başa

Rozhodčí: Minoru Nakano (JAP), Frantz Baader (GER)

Vyloučení: 2:0
Bulharsko: A. Iljev - G. Iljev, Samsarov, Jončev, Lesev - P. Michajlov, Kalev, Nedjalkov - E. Michajlov, N. Michajlov, Atanasov - Poljanski, Gergijev, Veličkov.
Rumunsko: Dumitraş - Varga, Ioniţă, Sgincă, Făgăras - I. Szabo, Kalamar, Stefanov - Pană, Florescu, Başa - Gheorghiu, Biro, Huţanu.

## MS Skupina C
|    |            | AUT  | ITA | FRA  | HUN  | DEN  | NED | BEL  | V | R | P | Skóre | B  |
| 1. | Rakousko   | ***  | 3:3 | 7:2  | 3:2  | 4:3  | 9:2 | 11:0 | 5 | 1 | 0 | 37:12 | 11 |
| 2. | Itálie     | 3:3  | *** | 4:1  | 3:6  | 3:1  | 6:1 | 8:2  | 4 | 1 | 1 | 27:14 | 9  |
| 3. | Francie    | 2:7  | 1:4 | ***  | 4:2  | 2:0  | 9:0 | 11:0 | 4 | 0 | 2 | 29:15 | 8  |
| 4. | Maďarsko   | 2:3  | 6:3 | 2:4  | ***  | 6:2  | 7:1 | 15:2 | 4 | 0 | 2 | 38:15 | 8  |
| 5. | Dánsko     | 3:4  | 1:3 | 0:0  | 2:6  | ***  | 3:3 | 11:4 | 1 | 1 | 4 | 20:22 | 3  |
| 6. | Nizozemsko | 2:9  | 1:6 | 2:9  | 1:7  | 3:3  | *** | 7:1  | 1 | 1 | 4 | 16:35 | 3  |
| 7. | Belgie     | 0:11 | 2:8 | 0:11 | 2:15 | 4:11 | 1:7 | ***  | 0 | 0 | 6 | 9:63  | 0  |

 Dánsko -  Itálie 1:3 (0:0, 0:0, 1:3)
13. února 1970 (12:00) – Galati

Branky Dánska: 49:55 Gerber

Branky Itálie: 42:07 Rabanser, 46:38 Mastel, 57:48 Gallo

Rozhodčí: Cornel Sginca (ROM), Sandor Rancz (HUN)

Vyloučení: 4:3

Využití přesilovek: 0:0

Branky v oslabení: 0:1
Dánsko: Mork - Møller, Sørensen, Jensen, Olsen - Andersson, Kikkenborg, Kinde -Lauritsen, T. Nielsen, Petersen - Gerber, Eriksen, C. Nielsen.
Itálie: Viale - Kostner, Verocai, Constantini, Brugnoli - Moroder, Rabanser, Uberbacher - Savaris, Rudatis, Mastel - Holzner, Benvenuti, de Toni.

 Rakousko –  Francie 7:2 (1:0, 2:2, 4:0)
13. února 1970 (18:00) – Galati

Branky Rakouska: 18:27 Kirchbaumer, 30:44 Zahradnicek, 34:24 Puschnig, 42:25 Kalt, 48:55 Schwitzer, 49:40 Mörtl, 56:07 Stricker

Branky Francie: 21:15 Lang, 23:55 Francheterre

Rozhodčí: Jorgen Bjeregaard (DEN), Nicolae Turceanu (ROM)

Vyloučení: 2:1

Využití přesilovek: 0:0
Rakousko: Pregl - Schager, Felfernig, Hausner, Znenahlik - Kalt, Puschnig, Samonig - Schwitzer, Kirchbaumer, Höller - Zahradnicek, Mörtl, Stricker:
Francie: Sozzi - Gentina, Lang, Blanchard, Sawyerr - Liberman, Faucomprez, Francheterre - Smaniotto, Grando, Eymard - Galland, Pourtanel, Vuilly.

 Maďarsko –  Nizozemsko 7:1 (1:1, 3:0, 3:0)
13. února 1970 (21:00) – Galati

Branky Maďarska: 1:54 Bikar, 31:30 Gogolak, 34:25 Palla, 38:55 Mészöly, 46:20 Menyhárt, 57:34 Horvath, 57:44 Mészöly

Branky Nizozemska: 1:10 Rushe

Rozhodčí: Ljubomir Nončev (BUL), Gheorghe Tasnadi (ROM)

Vyloučení: 3:6

Využití přesilovek: 0:0
Maďarsko: Vedres - Bánkuti, Treplán, Balint, Galambos - Menyhárt, Horvath, Bikar - Pöth, Palla, Mészöly - Zsitva, Széles, Ugrai.
Nizozemsko: van den Bogaart - van Dommelen, Bolsius, van Dun, Christians - Bakker, Gentis, Manuel - Simons, de Groot, van Gool - de Kok, Herijgers, Rushe.

 Francie -  Nizozemsko 9:2 (6:0, 2:0, 1:2)
14. února 1970 (20:00) – Galati

Branky Francie: 2:20 Guryča, 2:39 Eymard, 6:45 Guryča, 12:12 Gentina, 12:52 Smaniotto, 15:45 Pourtanel, 30:37 Tartarin, 38:30 Eymard, 55:25 Grando

Branky Nizozemska: 43:55 Gentis, 45:45 Bakker

Rozhodčí: Omer de Paepe (BEL), Florin Gubernu (ROM)

Vyloučení: 9:6

Využití přesilovek: 1:0

Branky v oslabení: 1:1
Francie: Sozzi - Gentina, Lang, Blanchard, Tartarin - Liberman, Faucomprez, Guryča - Smaniotto, Vassieux, Eymard - Galland, Pourtanel, Francheterre.
Nizozemsko: van den Bogaard - van Dommelen, Bolsius, van Dun, Christians - Bakker, Gentis, Manuel - Simons, de Groot, van Gool - de Kok, Herijgers, Rushe.

 Belgie -  Itálie 2:8 (2:1, 0:5, 0:2)
14. února 1970 (17:00) – Galati

Branky Belgie: 5:00 Braas, 5:49 Moris

Branky Itálie: 11:50 Benvenuti, 20:36 Savaris, 28:37 Gallo, 31:35 Verocai, 33:43 Gallo, 36:15 Constantini, 43:28 Nogler, 53:43 Benvenuti

Rozhodčí: Antonius van de Ven (NED), Cornel Sginca (ROM)

Vyloučení: 3:3

Využití přesilovek: 0:1

Branky v oslabení: 0:1
Belgie: van der Wee - Braas, Waldschmidt, Meeus, Verstrepen - Vinken, Moris, Dries - Huybrechts, Pluym, Brueren - Marsin, Paulus, Hanrez.
Itálie:Tigliani - Kostner, Verocai, Constantini, Brugnoli - Moroder, Nogler, Uberbacher - Savaris, Rudatis, Mastel - Holzner, Benvenuti, de Toni.

 Rakousko –  Dánsko 4:3 (2:3, 2:0, 0:0)
15. února 1970 (17:00) – Galati

Branky Rakouska: 0:44 Puschnig, 14:42 Puschnig, 30:25 Kirchbaumer, 36:50 Znenahlik

Branky Dánska: 7:45 Andersson, 15:42 Petersen, 19:32 Lauritsen

Rozhodčí: Ljubomir Nončev (BUL), Florian Gubernu (ROM)

Vyloučení: 3:10 navíc Puschnig na 5 a 10 min.

Využití přesilovek: 2:1
Rakousko: Pregl - Schager, Felfernig, Hausner, Znenahlik - Kalt, Puschnig, Samonig - Schwitzer, Kirchbaumer, Höller - Zahradnicek, Mörtl, Stricker.
Dánsko: Hansen, Mork - Møller, Sørensen, Jensen, Olsen - Andersson, Kikkenborg, Kinde - Lauritsen, T. Nielsen, Petersen - Gerber, Eriksen, C. Nielsen.

 Belgie -  Nizozemsko 1:7 (1:1, 0:4, 0:2)
16. února 1970 (11:00) – Galati

Branky Belgie: 6:00 Vinken

Branky Nizozemska: 16:00 Rushe, 20:51 Simons, 29:49 Gentis, 30:15 Simons, 36:53 van Dommelen, 43:32 Simons, 47:16 Bakker

Rozhodčí: Calixte Pianfetti (FRA), Sandor Rancz (HUN)

Vyloučení: 1:2

Využití přesilovek: 0:1
Belgie: van der Wee - Braas, Waldschmidt, Meeus, Verstrepen - Vinken, Moris, Dries - Huybrechts, Pluym, Brueren - Marsin, Paulus, Hanrez.
Nizozemsko: van den Bogaart - van Dommelen, Bolsius, van Dun, Christians - Simons, de Groot, van Gool - Bakker, Gentis, Manuel - de Kok, Herijgers, Rushe.

 Francie -  Itálie 1:4 (1:0, 0:2, 0:2)
16. února 1970 (17:00) – Galati

Branky Francie:13:50 Blanchard

Branky Itálie: 22:23 de Toni, 25:27 Benvenuti, 52:38 Rabanser, 59:45 Constantini

Rozhodčí: Antonius van de Ven (NED), Gheorghe Tasnadi (ROM)

Vyloučení: 1:2 navíc Moroder na 5 min.

Využití přesilovek: 0:1

Branky v oslabení: 0:1
Francie: Sozzi - Gentina, Lang, Blanchard, Tartarin - Grando, Faucomprez, Guryča - Smaniotto, Vassieux, Eymard - Galland, Pourtanel, Francheterre.
Itálie: Viale - Mair, Verocai, Constantini, Brugnoli - Moroder, Rabanser, Uberbacher - Savaris, Rudatis, Mastel - Holzner, Benvenuti, de Toni.

 Rakousko –  Maďarsko 3:2 (3:1, 0:0, 0:1)
16. února 1970 (20:00) – Galati

Branky Rakouska: 7:57 Znenahlik, 8:15 Mörtl, 20:00 Mörtl

Branky Maďarska: 19:35 Bikar, 42:20 Horvath

Rozhodčí: Jorgen Bjeregaard (DEN), Cornel Sginca (ROM)
Vyloučení: 8:8 navíc Bánkuti na 5 min.

Využití přesilovek: 0:0
Rakousko: Pregl - Schager, Felfernig, Hausner, Znenahlik - Kalt, Puschnig, Samonig - Schwitzer, Kirchbaumer, Estl - Zahradnicek, Mörtl, Stricker.
Maďarsko: Vedres - Palotas, Bánkuti, Gogolak, Treplán - Balint, Galambos, Horvath - Menyhárt, Pöth, Bikar - Zsitva, Palla, Mészöly.

 Rakousko –  Belgie 11:0 (3:0, 3:0, 5:0)
18. února 1970 (11:00) – Galati

Branky Rakouska: 1:45 Schwitzer, 5:42 Estl, 8:42 Stricker, 20:47 Felfernig, 24:27 Schwitzer, 36:31 Mörtl, 41:46 Höller, 45:34 Kalt, 52:10 Schwitzer, 58:30 Höller, 58:45 Stricker

Branky Belgie: nikdo

Rozhodčí: Sandor Rancz (HUN), Gheoghe Tasnadi (ROM)

Vyloučení: 0:1

Využití přesilovek: 0:0
Rakousko: Pregl - Starz, Felfernig, Hausner, Jäger - Kalt, Estl, Samonig - Schwitzer, Kirchbaumer, Znenahlik - Zahradnicek, Mörtl, Stricker.
Belgie: van der Wee - Braas, Waldschmidt, Meeus, Verstrepen - Vinken, Moris, Dries - Huybrechts, Pluym, Brueren - Delrez, Paulus, Hanrez.

 Nizozemsko –  Dánsko 3:3 (0:0, 1:2, 2:1)
18. února 1970 (17:00) – Galati

Branky Nizozemska: 38:45 Gentis, 42:17 Bakker, 53:00 van Dommelen

Branky Dánska: 24:10 C. Nielsen, 27:30 C. Nielsen, 54:00 Eriksen

Rozhodčí: Calixte Pianfetti (FRA), Omer de Paepe (BEL)

Vyloučení: 4:7

Využití přesilovek: 2:0
Nizozemsko: van den Bogaart - van Dommelen, Bolsius, van Dun, Christians - Bakker, Gentis, Manuel - Simons, de Groot, van Gool - de Kok, Herijgers, Rushe.
Dánsko: Hansen - Møller, Sørensen, Jensen, Olsen - Andersson, Kikkenborg, Kinde - Lauritsen, T. Nielsen, Petersen - Gerber, Eriksen, C. Nielsen.

 Maďarsko -  Itálie 6:3 (3:1, 1:0, 2:2)
18. února 1970 (20:00) – Galati

Branky Maďarska: 4:06 Horvath, 8:52 Palla, 16:11 Menyhárt, 30:40 Pöth, 48:55 Horvath, 55:49 Bikar

Branky Itálie: 15:43 Benvenuti, 43:54 Gallo, 54:35 Benvenuti

Rozhodčí: Cornel Sginca (ROM), Antonius van de Ven (NED)

Vyloučení: 4:8 navíc Pöth na 5 min.

Využití přesilovek: 1:1
Maďarsko: Vedres - Treplán, Bánkuti, Gogolak, Krasznai - Balint, Galambos, Menyhárt - Horvath, Pöth, Bikar - Zsitva, Palla, Mészöly.
Itálie: Viale - Mair, Verocai, Constantini, Brugnoli - Moroder, Rabanser, Uberbacher - Savaris, Rudatis, Mastel - Holzner, Benvenuti, de Toni.

 Dánsko –  Belgie 11:4 (4:1, 2:1, 5:2)
19. února 1970 (11:00) – Galati

Branky Dánska: 0:40 Lauritsen, 3:03 C. Nielsen, 4:58 Maltesen, 9:39 Kikkenborg, 30:12 Jensen, 39:30 Lauritsen, 43:40 Gerber, 47:49 Eriksen, 54:00 T. Nielsen, 56:36 C. Nielsen, 58:03 Lauritsen

Branky Belgie: 18:20 Pluym, 21:34 Moris, 52:26 Hanrez, 57:59 Moris

Rozhodčí: Sandor Rancz (HUN), Calixte Pianfetti (FRA)

Vyloučení: 2:4

Využití přesilovek: 1:0

Branky v oslabení: 0:1
Dánsko: Hansen - Møller, Sørensen, Jensen, Olsen - Maltesen, Kikkenborg, Kinde - Lauritsen, T. Nielsen, Petersen - Gerber, Eriksen, C. Nielsen.
Belgie: van der Wee - Braas, Waldschmidt, Meeus, Verstrepen - Vinken, Moris, Dries - Huybrechts, Pluym, Brueren - Marsin, Molitor, Hanrez.

 Francie -  Maďarsko 4:2 (2:0, 0:1, 2:1)
19. února 1970 (17:00) – Galati

Branky Francie: 4:10 Guryča, 9:09 Francheterre, 45:01 Lang, 48:43 Francheterre

Branky Maďarska: 21:06 Menyhárt, 56:04 Menyhárt

Rozhodčí: Jorgen Bjeregaard (DEN), Antonius van de Ven (NED)

Vyloučení: 4:4

Využití přesilovek: 2:0

Branky v oslabení: 1:0
Francie: Sozzi - Gentina, Lang, Blanchard, Tartarin - Liberman, Faucomprez, Guryča - Smaniotto, Vassieux, Eymard - Galland, Pourtanel, Francheterre.
Maďarsko: Vedres - Treplán, Bánkuti, Gogolak, Krasznai - Balint, Galambos, Menyhárt - Horvath, Pöth, Bikar - Zsitva, Palla, Mészöly.

 Itálie –  Nizozemsko 6:1 (3:0, 2:1, 1:0)
19. února 1970 (20:00) – Galati

Branky Itálie: 9:53 Gallo, 15:17 Verocai, 18:03 de Toni, 23:38 Rudatis, 32:46 Nogler, 52:14 Constantini

Branky Nizozemska: 33:27 Gentis

Rozhodčí: Florin Gubernu (ROM), Omer de Paepe (BEL)

Vyloučení: 10:11 navíc van Gurp na 5 min a Christians 2 x na 10 min.

Využití přesilovek: 2:0
Itálie: Viale,Tigliani - Kostner, Verocai, Constantini, Brugnoli -Moroder, Nogler, Uberbacher -Savaris, Rudatis, Mastel - Holzner, Benvenuti, de Toni.
Nizozemsko: van den Bogaart, de Witt - van Dommelen, Bolsius, van Dun, Christians - Bakker, Gentis, Manuel - Simons, de Groot, van Gool - de Kok, Herijgers, Rushe.

 Rakousko –  Nizozemsko 9:2 (3:1, 4:0, 2:1)
21. února 1970 (11:00) – Galati

Branky Rakouska: 6:33 Schager, 13:27 Znenahlik, 15:00 Mörtl, 21:55 Kirchbaumer, 26:00 Felfernig, 34:49 Höller, 36:07 Schwitzer, 42:47 Znenahlik, 59:01 Stricker

Branky Nizozemska: 19:50 de Kok, 56:06 Simons

Rozhodčí: Calixte Pianfetti (FRA), Sandor Rancz (HUN)

Vyloučení: 3:5

Využití přesilovek: 2:0
Rakousko: Pregl - Schager, Felfernig, Hausner, Znenahlik -Kalt, Starz, Samonig - Schwitzer, Kirchbaumer, Höller - Zahradnicek, Mörtl, Stricker.
Nizozemsko: van den Bogaart - van Dommelen, Bolsius, van Dun, Christians - Bakker, Gentis, Manuel - Simons, de Groot, van Gool - de Kok, Herijgers, Rushe.

 Maďarsko –  Belgie 15:2 (5:1, 3:0, 7:1)
21. února 1970 (17:00) – Galati

Branky Maďarska: 3:52 Zsitva, 4:57 Galambos, 6:25 Bikar, 8:47 Bikar, 16:57 Mészöly, 22:01 Pöth, 33:36 Mészöly, 35:35 Balint, 41:35 Palotas, 50:29 Bikar, 51:31 Horvath, 51:45 Palla, 52:12 Zsitva, 53:36 Balint, 53:42 Balint

Branky Belgie: 11:50 Verstrepen, 59:48 Brueren

Rozhodčí: Ljubomir Nončev (BUL), Jorgen Bjeregaard (DEN)

Vyloučení: 0:1

Využití přesilovek: 1:0
Maďarsko: Vedres - Széles, Bánkuti, Treplán, Krasznai - Balint, Galambos, Menyhárt - Horvath, Pöth, Bikar - Zsitva, Palla, Mészöly.
Belgie: van der Wee - Braas, Waldschmidt, Meeus, Verstrepen - Vinken, Moris, Dries - Huybrechts, Pluym, Brueren - Marsin, Paulus, Hanrez.

 Francie -  Dánsko 2:0 (0:0, 1:0, 1:0)
21. února 1970 (20:00) – Galati

Branky Francie: 28:20 Vassieux, 58:00 Guryča

Branky Dánska: nikdo

Rozhodčí: Gheorghe Tasnadi (ROM), Omer de Paepe (BEL)

Vyloučení: 2:3

Využití přesilovek: 1:0
Francie: Sozzi - Gentina, Lang, Blanchard, Tartarin - Liberman, Faucomprez, Guryča - Smaniotto, Vassieux, Eymard - Galland, Pourtanel, Francheterre.
Dánsko: Hansen - Møller, Maltesen, Jensen, Olsen - Andersson, Kikkenborg, Kinde - Lauritsen,T. Nielsen, Petersen - Gerber, Eriksen, C. Nielsen.

 Francie –  Belgie 11:0 (4:0, 2:0, 5:0)
22. února 1970 (10:00) – Galati

Branky Francie: 3:17 Eymard, 3:31 Eymard, 5:26 Guryča, 6:27 Liberman, 23:30 Francheterre, 35:16 Francheterre, 40:30 Liberman, 54:27 Pourtanel, 57:16 Faucomprez, 58:24 Faucomprez, 59:00 Liberman

Branky Belgie: nikdo

Rozhodčí: Ljubomir Nončev (BUL), Jorgen Bjeregaard (DEN)

Vyloučení: 0:3

Využití přesilovek: 0:0
Francie: Sozzi - Gentina, Lang, Vuilly, Tartarin - Grando, Faucomprez, Guryča - Smaniotto, Vassieux, Eymard - Galland, Pourtanel, Francheterre.
Belgie: van der Wee - Braas, Waldschmidt, Meeus, Verstrepen - Vinken, Moris, Dries - Huybrechts, Pluym, Brueren - Marsin, Paulus, Hanrez.

 Maďarsko –  Dánsko 6:2 (4:2, 1:0, 1:0)
22. února 1970 (14:30) – Galati

Branky Maďarska: 4:13 Zsitva, 5:53 Pöth, 12:00 Balint, 18:06 Balint, 36:40 Zsitva, 51:53 Ugrai

Branky Dánska: 5:07 T. Nielsen, 17:00 C. Nielsen

Rozhodčí: Gheorghe Tasnadi (ROM), Antonius van de Ven (NED)

Vyloučení: 2:2

Využití přesilovek: 0:0
Maďarsko: Vedres - Treplán, Bánkuti, Gogolak, Krasznai - Balint, Galambos, Menyhárt - Horvath, Pöth, Bikar - Zsitva, Ugrai, Mészöly.
Dánsko: Hansen - Møller, Andersson, Jensen, Olsen -Maltesen, Kikkenborg, Kinde - Lauritsen, T. Nielsen, Petersen - Gerber, Eriksen, C. Nielsen.

 Rakousko –  Itálie 3:3 (2:3, 0:0, 1:0)
22. února 1970 (17:30) – Galati

Branky Rakouska: 1:02 Felfernig, 12:55 SH Kirchbaumer, 40:54 Mörtl

Branky Itálie: 12:10 Gallo, 15:58 de Toni, 16:27 Benvenuti

Rozhodčí: Cornel Sginca (ROM), Calixte Pianfetti (FRA)

Vyloučení: 5:3 navíc Savaris na 5 min.

Využití přesilovek: 0:0

Branky v oslabení: 1:0
Rakousko: Pregl - Schager, Felfernig, Hausner, Jäger - Kalt, Estl, Samonig - Schwitzer, Kirchbaumer, Znenahlik - Zahradnicek, Mörtl, Stricker.
Itálie: Viale - Kostner, Verocai,Constantini, Brugnoli - Moroder, Rabanser, Uberbacher - Savaris, Rudatis, Mastel - Holzner, Benvenuti, de Toni.